# Eleições estaduais no Espírito Santo em 1998
As eleições estaduais no Espírito Santo em 1998 ocorreram em 4 de outubro como parte das eleições gerais em 26 estados e no Distrito Federal. Foram eleitos o governador José Ignácio Ferreira, o vice-governador Celso Vasconcelos, o senador Paulo Hartung, 10 deputados federais e 30 estaduais. Como o candidato mais votado obteve um total superior à metade mais um dos votos válidos o pleito foi decidido em primeiro turno e conforme a Constituição a posse do governador e de seu vice-governador se daria em 1º de janeiro de 1999 para quatro anos de mandato já sob a égide da reeleição.
Advogado formado na Universidade Federal do Espírito Santo, o professor José Ignácio Ferreira nasceu em Vitória e foi promotor de justiça em diferentes cidades do Espírito Santo. Sua carreira política teve início em 1962 quando foi eleito vereador na capital capixaba e após a vitória do Regime Militar de 1964 elegeu-se deputado estadual via MDB em 1966, mas teve o mandato cassado em 13 de março de 1969 pelo Ato Institucional Número Cinco e os direitos políticos suspensos por dez anos, ao fim dos quais foi escolhido presidente da seccional capixaba da Ordem dos Advogados do Brasil. Filiado ao PMDB, elegeu-se senador por uma sublegenda em 1982. Eleitor de Tancredo Neves no Colégio Eleitoral em 1985 e presidiu a CPI da Corrupção que investigou o Governo Sarney. Integrante do grupo de fundadores do PSDB, deixou o partido ao ingressar no PFL e aceitar a liderança do Governo Collor no Senado Federal. Derrotado ao disputar o governo  capixaba em 1990, foi nomeado presidente da Telebrás. De volta ao PSDB foi eleito para um segundo mandato de senador em 1994 e venceu a eleição para governador do Espírito Santo em 1998.
O cargo de vice-governador foi entregue pelas urnas a Celso Vasconcelos. Empresário da construção civil, foi assessor da Companhia Docas do Espírito Santo e ingressou na política como vereador em Vila Velha pelo PFL em 1988 e conseguiu um novo mandato via PSDB em 1996.
Economista nascido em Guaçuí e diplomado na Universidade Federal do Espírito Santo, Paulo Hartung era militante clandestino do PCB e presidiu o Diretório Central dos Estudantes antes de ingressar no MDB e participar do Comitê Brasileiro pela Anistia. Eleito deputado estadual pelo PMDB em 1982 e 1986, integrou a delegação capixaba presente no Colégio Eleitoral e assim votou em Tancredo Neves em 1985. Eleito deputado federal via PSDB em 1990, votou a favor do impeachment de Fernando Collor em 1992 e nesse mesmo ano foi eleito prefeito de Vitória. Em 1998 conquistou um mandato de senador.
Ressalte-se que a eleição de Paulo Hartung ao Palácio Anchieta em 2002 suscitou a efetivação do advogado João Batista Mota. Nascido em Ibiraçu, formou-se na Universidade Federal do Espírito Santo. Empresário e produtor rural, pertenceu ao MDB, entretanto sua estreia política aconteceu no  PMDB ao eleger-se prefeito de Serra em 1982. Ao fim do mandato já pertencia ao PSDB e nessa legenda foi eleito deputado federal em 1990, retornou à prefeitura de Serra em 1992 e obteve uma suplência de senador em 1998.

## Resultado da eleição para governador
Conforme os arquivos da Justiça Eleitoral foram apurados 1.180.983 votos nominais.
| Candidatos a governador do estado | Candidatos a vice-governador | Número | Coligação                                                                         | Votação | Percentual |
| --------------------------------- | ---------------------------- | ------ | --------------------------------------------------------------------------------- | ------- | ---------- |
| José Ignácio Ferreira PSDB        | Celso Vasconcelos PSDB       | 45     | Compromisso com o Espírito Santo (PSDB, PFL, PPB, PL, PV, PSDC)                   | 723.853 | 61,29%     |
| Albuíno Azeredo PDT               | Sandra Gomes PPS             | 12     | Confiança, Trabalho e Desenvolvimento (PDT, PPS, PSC, PSL, PAN)                   | 162.109 | 13,73%     |
| Renato Casagrande PSB             | Saturnino Mauro PT           | 40     | Unidade pela Democracia Popular no Espírito Santo (PSB, PT, PCdoB, PMN, PSN, PTN) | 145.547 | 12,32%     |
| Vasco Alves PMDB                  | Luiz Zouain Sobrinho PTB     | 15     | Avança Espírito Santo (PMDB, PTB)                                                 | 133.287 | 11,29%     |
| Jesus Vaz PSD                     | Gustavo Mendonça PSD         | 41     | Frente Popular Comunitária (PSD, PRN, PRP, PST, PTdoB)                            | 16.187  | 1,37%      |

## Resultado da eleição para senador
Conforme os arquivos da Justiça Eleitoral foram apurados 1.147.048 votos nominais.
| Candidatos a senador da República | Candidatos a suplente de senador                      | Número | Coligação                                                                         | Votação | Percentual |
| --------------------------------- | ----------------------------------------------------- | ------ | --------------------------------------------------------------------------------- | ------- | ---------- |
| Paulo Hartung PSDB                | João Batista Mota PSDB Adir Nichio PSDB               | 45     | PSDB (sem coligação)                                                              | 780.395 | 68,03%     |
| Élcio Álvares PFL                 | José Antonio Pimentel PFL José Vasconcellos PFL       | 25     | PFL (sem coligação)                                                               | 239.498 | 20,88%     |
| Nelson Aguiar PMN                 | Carlos Dorsch PMN Wolmar dos Santos PMN               | 33     | Unidade pela Democracia Popular no Espírito Santo (PSB, PT, PCdoB, PMN, PSN, PTN) | 94.894  | 8,27%      |
| Jorge Rodrigues Filho PDT         | Almir Ottonio Soares PDT Haroldo Barcelos PDT         | 12     | Confiança, Trabalho e Desenvolvimento (PDT, PPS, PSC, PSL, PAN)                   | 23.725  | 2,07%      |
| Aurélio Simões Monteiro PRN       | Clério José Sant'Anna PSD Vicente de Paulo Gurgel PSD | 36     | Frente Popular Comunitária (PSD, PRN, PRP, PST, PTdoB)                            | 8.581   | 0,75%      |

## Deputados federais eleitos
São relacionados os candidatos eleitos com informações complementares da Câmara dos Deputados.

Representação eleita
  PSDB: 3
  PTB: 3
  PMDB: 1
  PFL: 1
  PPB: 1
  PT: 1

| Número | Deputados federais eleitos | Partido | Votação | Percentual | Cidade onde nasceu      | Unidade federativa |
| 4566   | Ricardo Ferraço            | PSDB    | 75.241  | 6,21%      | Cachoeiro de Itapemirim | Espírito Santo     |
| 1519   | Rita Camata                | PMDB    | 72.706  | 6,00%      | Venda Nova do Imigrante | Espírito Santo     |
| 2522   | José Carlos Fonseca        | PFL     | 63.868  | 5,27%      | Vitória                 | Espírito Santo     |
| 1400   | Max Mauro                  | PTB     | 59.706  | 4,93%      | Vila Velha              | Espírito Santo     |
| 1416   | Magno Malta                | PTB     | 54.754  | 4,52%      | Macarani                | Bahia              |
| 1111   | Nilton Baiano              | PPB     | 50.152  | 4,14%      | Itabuna                 | Bahia              |
| 1414   | José Carlos Elias          | PTB     | 49.061  | 4,05%      | Itapemirim              | Espírito Santo     |
| 1313   | João Coser                 | PT      | 48.603  | 4,01%      | Santa Teresa            | Espírito Santo     |
| 4533   | Marcus Vicente             | PSDB    | 45.281  | 3,74%      | Ibiraçu                 | Espírito Santo     |
| 4522   | Feu Rosa                   | PSDB    | 40.230  | 3,32%      | Vitória                 | Espírito Santo     |

## Deputados estaduais eleitos
Estavam em jogo 30 cadeiras na Assembleia Legislativa do Espírito Santo.

Representação eleita
  PFL: 6
  PTB: 4
  PPS: 4
  PMDB: 4
  PSDB: 4
  PSB: 3
  PDT: 2
  PPB: 1
  PT: 1
  PMN: 1

Fonteː
| Número | Deputados estaduais eleitos | Partido | Votação | Percentual | Cidade onde nasceu      | Unidade federativa |
| 14000  | Max Mauro Filho             | PTB     | 38.610  | 3,01%      | Vila Velha              | Espírito Santo     |
| 25121  | José Carlos Gratz           | PFL     | 25.955  | 2,02%      | Ibiraçu                 | Espírito Santo     |
| 23456  | Gilson Gomes                | PPS     | 25.788  | 2,01%      | Afonso Cláudio          | Espírito Santo     |
| 12179  | Enivaldo dos Anjos          | PDT     | 20.910  | 1,63%      | Barra de São Francisco  | Espírito Santo     |
| 14222  | Juca Gama                   | PTB     | 19.725  | 1,54%      | São Mateus              | Espírito Santo     |
| 23000  | Eval Galazi                 | PPS     | 18.903  | 1,47%      | Itaguaçu                | Espírito Santo     |
| 15789  | Luiz Carlos Moreira         | PMDB    | 18.715  | 1,46%      | Baixo Guandu            | Espírito Santo     |
| 15311  | Sérgio Borges               | PMDB    | 18.070  | 1,41%      | Vitória                 | Espírito Santo     |
| 40400  | Antônio Cavalheri           | PSB     | 15.835  | 1,23%      | Cariacica               | Espírito Santo     |
| 25190  | Marcos Madureira            | PFL     | 15.149  | 1,18%      | Cachoeiro de Itapemirim | Espírito Santo     |
| 45333  | Jose Esmeraldo de Freitas   | PSDB    | 13.537  | 1,05%      | Cariacica               | Espírito Santo     |
| 11101  | José Ramos Furtado          | PPB     | 13.509  | 1,05%      | Alegre                  | Espírito Santo     |
| 23300  | Robson Mendes Neves         | PPS     | 13.378  | 1,04%      | Vila Velha              | Espírito Santo     |
| 45222  | Fátima Couzi                | PSDB    | 13.288  | 1,03%      | Guaçuí                  | Espírito Santo     |
| 25123  | Gilson Lopes Filho          | PFL     | 13.185  | 1,03%      | Vitória                 | Espírito Santo     |
| 14123  | Leonor Lube                 | PTB     | 12.906  | 1,00%      | Viana                   | Espírito Santo     |
| 12144  | Paulo Loureiro              | PDT     | 12.578  | 0,98%      | Vila Velha              | Espírito Santo     |
| 45444  | Marcos Duarte Gazzani       | PSDB    | 12.338  | 0,96%      | Itapemirim              | Espírito Santo     |
| 40111  | Wilson Luiz Venturim        | PSB     | 12.119  | 0,94%      | São Gabriel da Palha    | Espírito Santo     |
| 45999  | Sebastião Camilo de Araújo  | PSDB    | 11.760  | 0,92%      | Recreio                 | Minas Gerais       |
| 23100  | José Alves Neto             | PPS     | 11.594  | 0,90%      | Blumenau                | Santa Catarina     |
| 25105  | Tasso Andrade               | PFL     | 11.477  | 0,89%      | João Pessoa             | Paraíba            |
| 14414  | Avílio Machado da Silva     | PTB     | 11.459  | 0,89%      | Cachoeiro de Itapemirim | Espírito Santo     |
| 40100  | Luiz Pereira do Nascimento  | PSB     | 11.364  | 0,88%      | Colatina                | Espírito Santo     |
| 15615  | Gumercindo Vinand           | PMDB    | 11.343  | 0,88%      | Guaçuí                  | Espírito Santo     |
| 25101  | Mateus Vasconcelos          | PFL     | 10.959  | 0,85%      | Conceição da Barra      | Espírito Santo     |
| 25122  | Benedito Enéas Muqui        | PFL     | 10.900  | 0,85%      | Cachoeiro de Itapemirim | Espírito Santo     |
| 15611  | Gilberto Furieri            | PMDB    | 10.764  | 0,84%      | Ibiraçu                 | Espírito Santo     |
| 13456  | Cláudio Vereza              | PT      | 8.371   | 0,65%      | Aimorés                 | Minas Gerais       |
| 33133  | Geraldo Araújo Martins      | PMN     | 4.558   | 0,36%      | Baixo Guandu            | Espírito Santo     |